# Serra de Clopers
La Serra de Clopers és una serra situada al municipi de Massanes (Selva), amb una elevació màxima de 258 metres.